# Ichthyomys pittieri
Ichthyomys pittieri is een zoogdier uit de familie van de Cricetidae. De wetenschappelijke naam van de soort werd voor het eerst geldig gepubliceerd door Handley & Mondolfi in 1963.

## Voorkomen
De soort komt voor in Venezuela.